# 2011년 조지아 시위
2011년 조지아 시위는 2011년 반정부 시위로 연달아 일어난 조지아의 사건으로서 현 정권에 대한 타도 시위이다.
5월 21일 처음 시작해 만 명 이상의 사람들이 수도 트빌리시에 모여 시위에 참여하고 있으며 현 대통령 미헤일 사카시빌리의 퇴진을 요구하고 있다. 남서쪽의 바투미에서도 시위가 일어났으며 텔레비전 방송국을 공격한 바 있다. 전 국회대변인이자 야당 대표인 니노 부르나자데가 시위 지휘자로 활동하고 있다. 바투미 시위대는 경찰과 극렬한 충돌도 가진 것으로 알려졌다.
부르나자데는 시위대의 목적 중 하나는 트빌리시 자유광장에서 1918년 5월 26일 독립 정신을 기리고자 한 것이라 말한 바 있다. 5월 26일 밤 12시 15분 경찰력이 최루가스와 총알을 쏘며 시위대 공격을 시작했으며 시위가 중단됐다.
5월 28일 여러 시위가 수천의 참가자 가운데 열렸으며 경찰의 폭력진압이 자행됐다.

## 체포
6월 초 조지아 당국은 전 국가 대변인인 니노 부르자나데의 남편인 바드리 비트사드즈를 국가 전복죄로 체포했으며 불법적인 시위 활동으로 의회 활동을 통해 국권을 침탈하려 했다는 죄목을 씌웠다. 105명의 다른 사람들도 체포됐다.

## 분석
러시아에서는 이를 아랍의 봄 사태와 비교하고 나섰으며 러시아 영어 유튜브 채널에서도 부르자나데의 말을 인용하면서 반대의 뜻을 가진 사람들에 대한 마녀사냥이라고 혹평했다. 그녀는 자국 정부를 조선민주주의인민공화국에 비유하며 맹렬히 비판하고 있다. 프랑스에서 G8 회담이 열릴 동안 러시아 외무장관은 "평화로운 집회의 자유를 통렬히 위배한 행위"라 말했다.
미카엘 대통령은 이 시위가 러시아의 비호를 받은 것이라고 믿는다는 의견을 밝혔으며 조지아 주재 미국 대사 또한 평화적인 시위 자체에는 관심이 없고 폭력적인 충돌만에 열중하는 사람들이 여럿 보인다는 증언을 했다. 조지아 내무부는 시위대 집행부가 어떤 식으로 경찰력과의 충돌을 일으키려 시도하는지에 대한 영상을 찍어 공개한 바 있다.

## 같이 보기
- 장미 혁명